# نمکومار بانتیا
نمکومار بانتیا (انگلیسی: Nemkumar Banthia؛ زادهٔ ۱۹۵۹ (۶۵–۶۶ سال)) استاد، پژوهشگر اهل کانادا و از دانش‌آموختگان دانشگاه بریتیش کلمبیا است.